# Cimetière militaire britannique de Dernancourt
Le Cimetière militaire britannique de Dernancourt (Dernancourt Communal cemetery extension )  est un cimetière militaire de la Première Guerre mondiale, situé sur le territoire de la commune de Dernancourt, dans le département de la Somme, tout à côté d'Albert.

## Historique

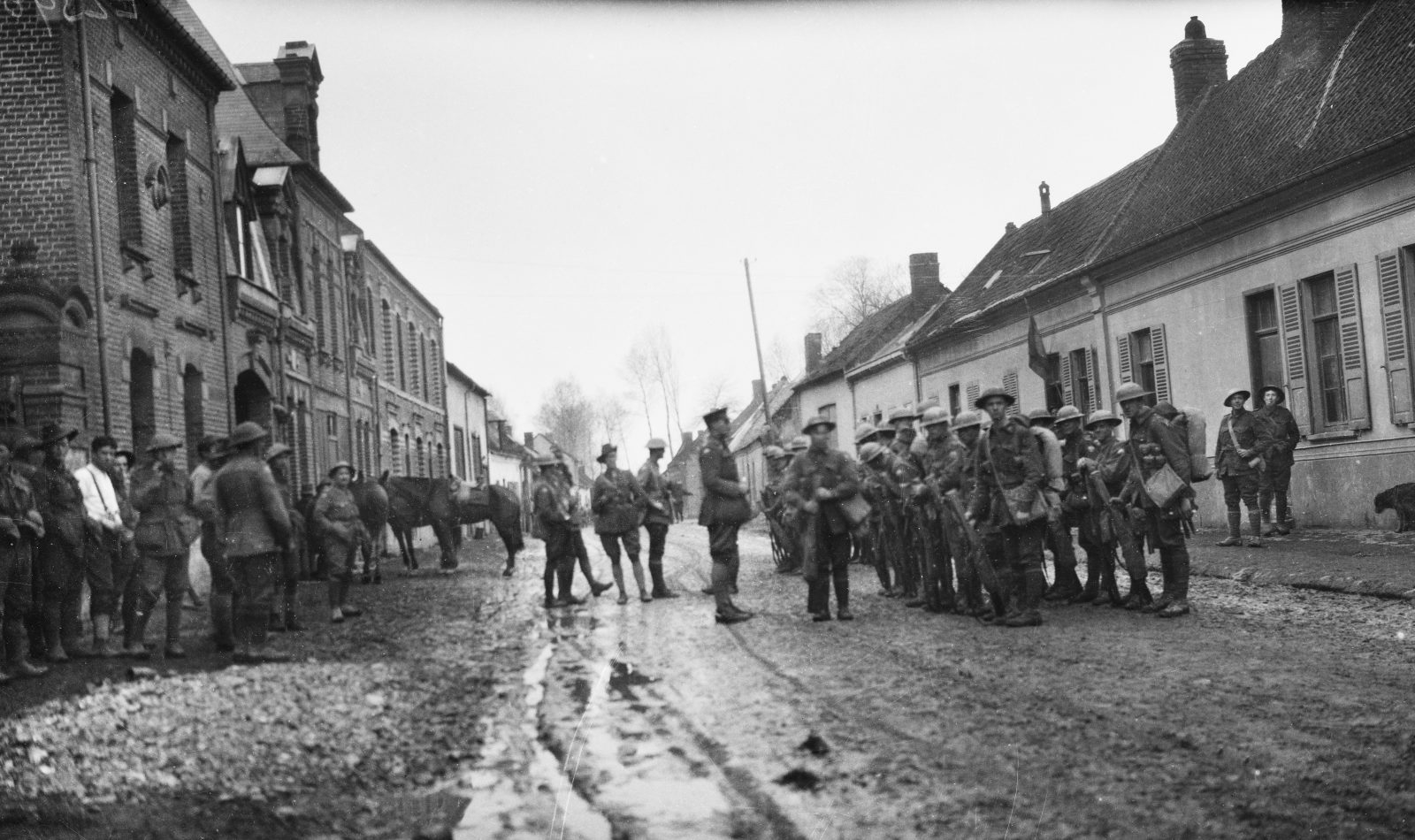
Renforts du 52è bataillon se préparant à gagner le front à Dernancourt le 12 avril 1918.

De 1915 à 1917, le village de Dernancourt, situé loin de la ligne de front, fut utilisé  par des ambulances de campagne pour soigner les blessés rapatriés des zones de combat. C'est à cette date que fut commencé ce cimetière pour inhumer les soldats décédés des suites de leurs blessures.

En mars 1918, lors de l'Offensive du printemps, le secteur fut occupé  par les Allemands. Lors de la Première bataille de Dernancourt de violents combats eurent lieu pour la conquête de la voie ferrée . Le secteur fut définitivement repris en août 1918.

Le cimetière militaire britannique de Dernancourt fut créé en août 1916 et fut utilisé jusqu'au 26 mars 1918, date de la prise du village par l'armée allemande. Le village fut repris le 9 août 1918, par la 12e et la 33e divisions américaines. À la fin de la guerre, 1 700 corps de soldats y étaient enterrés. On y transféra des corps inhumés dans des cimetières des environs après la guerre.

## Caractéristiques
Le cimetière britannique est mitoyen du cimetière communal, il rassemble 2 164 dépouilles de soldats
. Situé immédiatement à l'arrière du front, des blessés ayant succombé à leurs blessures y furent inhumés. Ce vaste cimetière a un plan quasi rectangulaire de 100 m sur 50. Il est entouré d'une mur de brique. L'extension a été conçue par Edwin Lutyens.

## Galerie

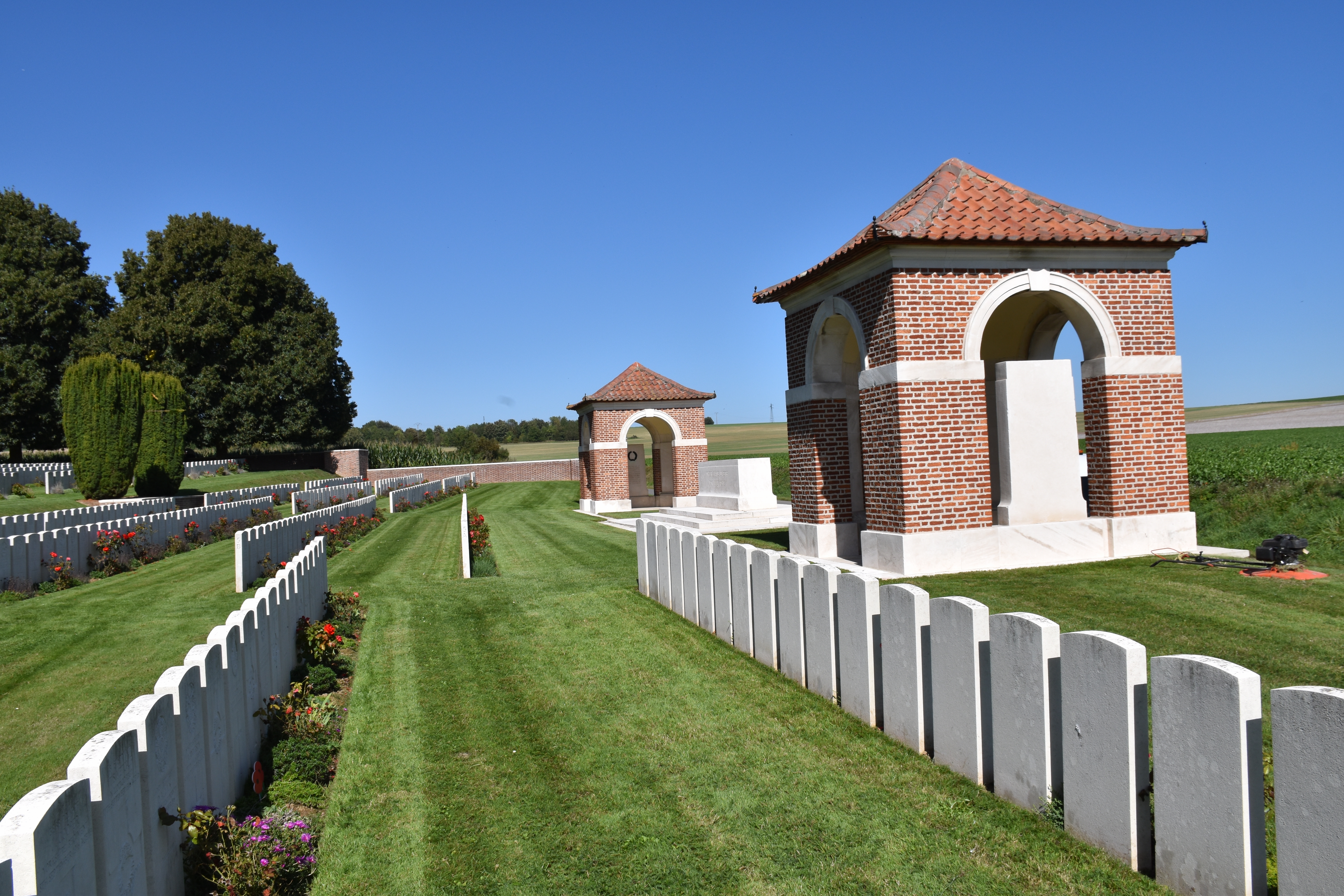
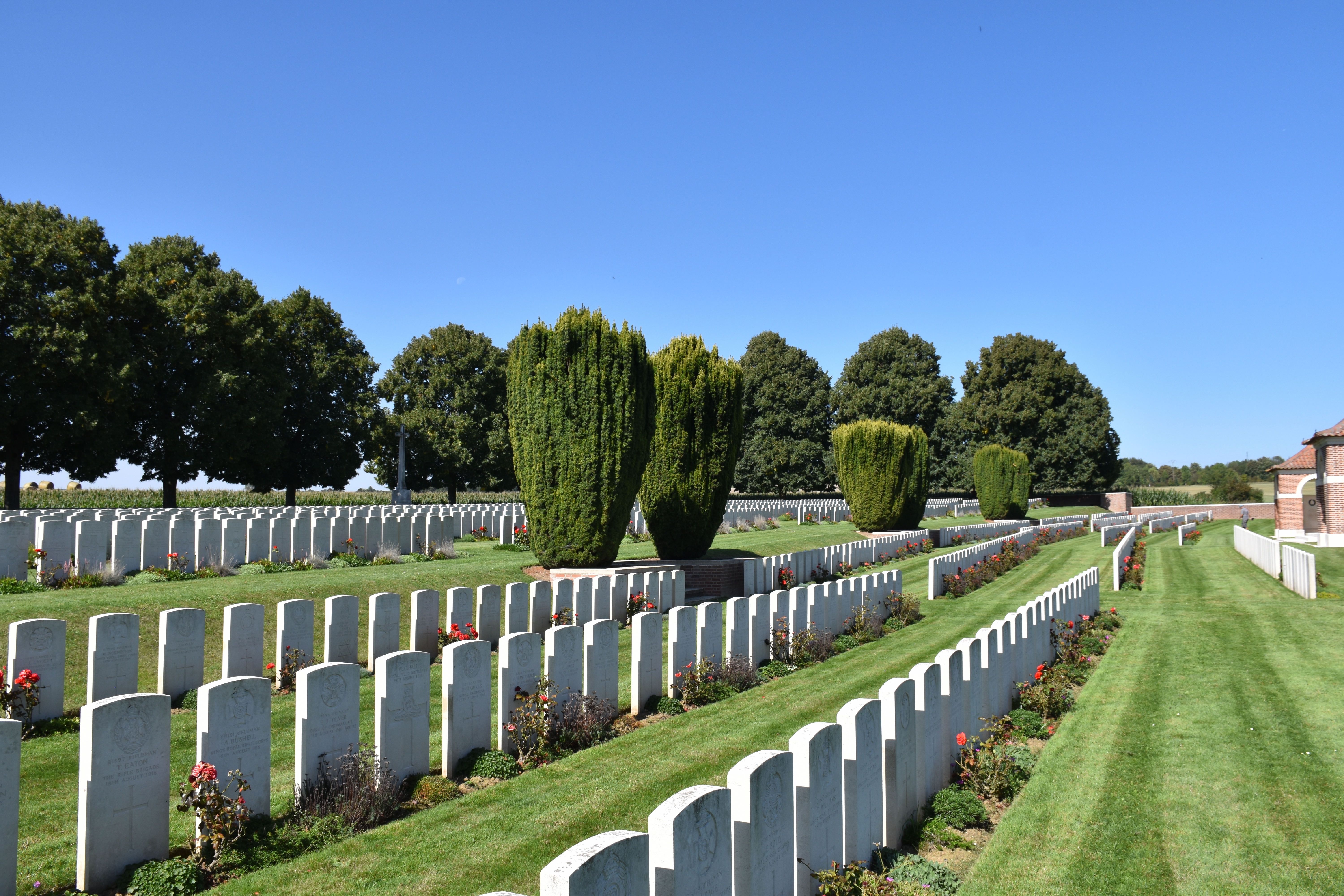
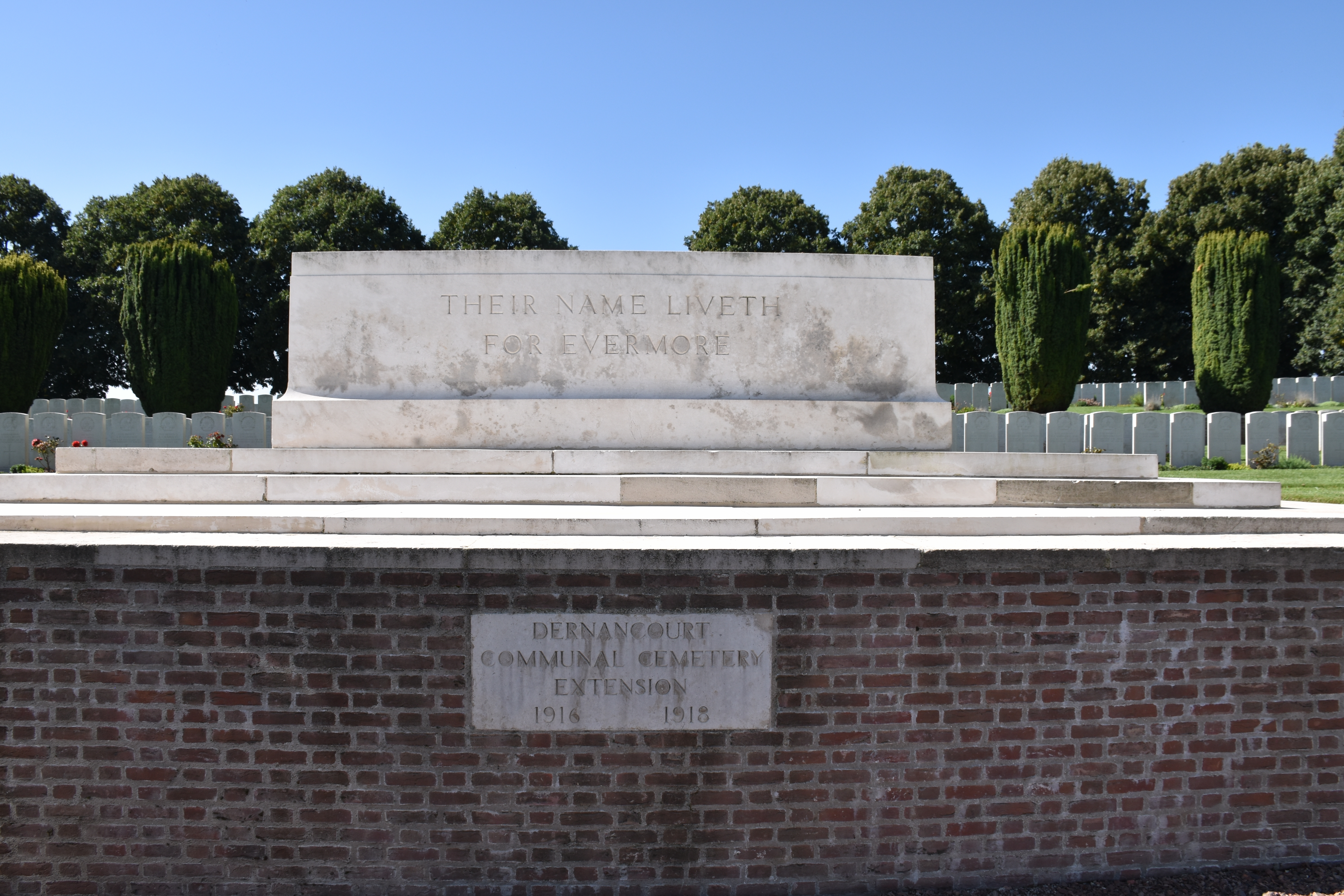
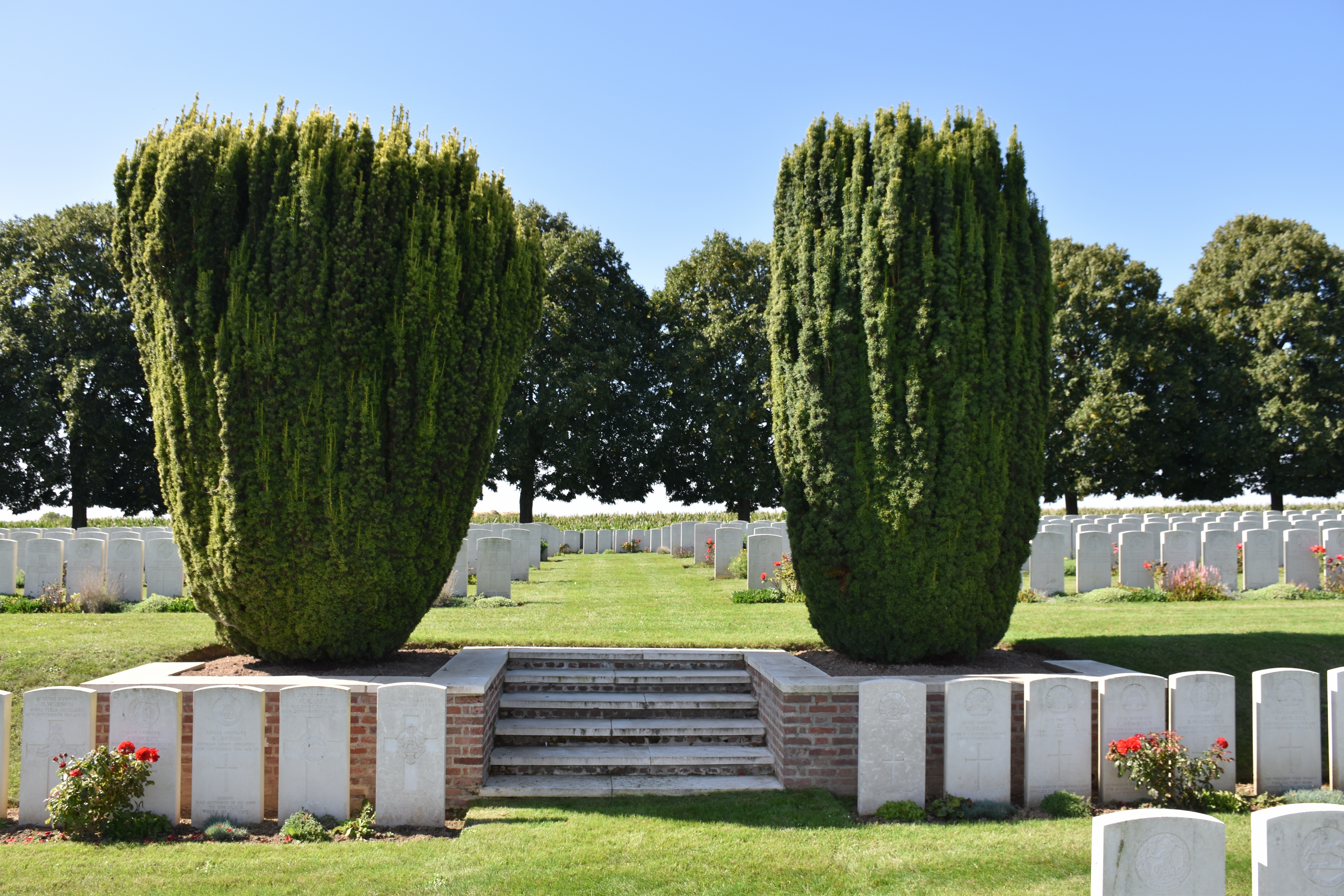
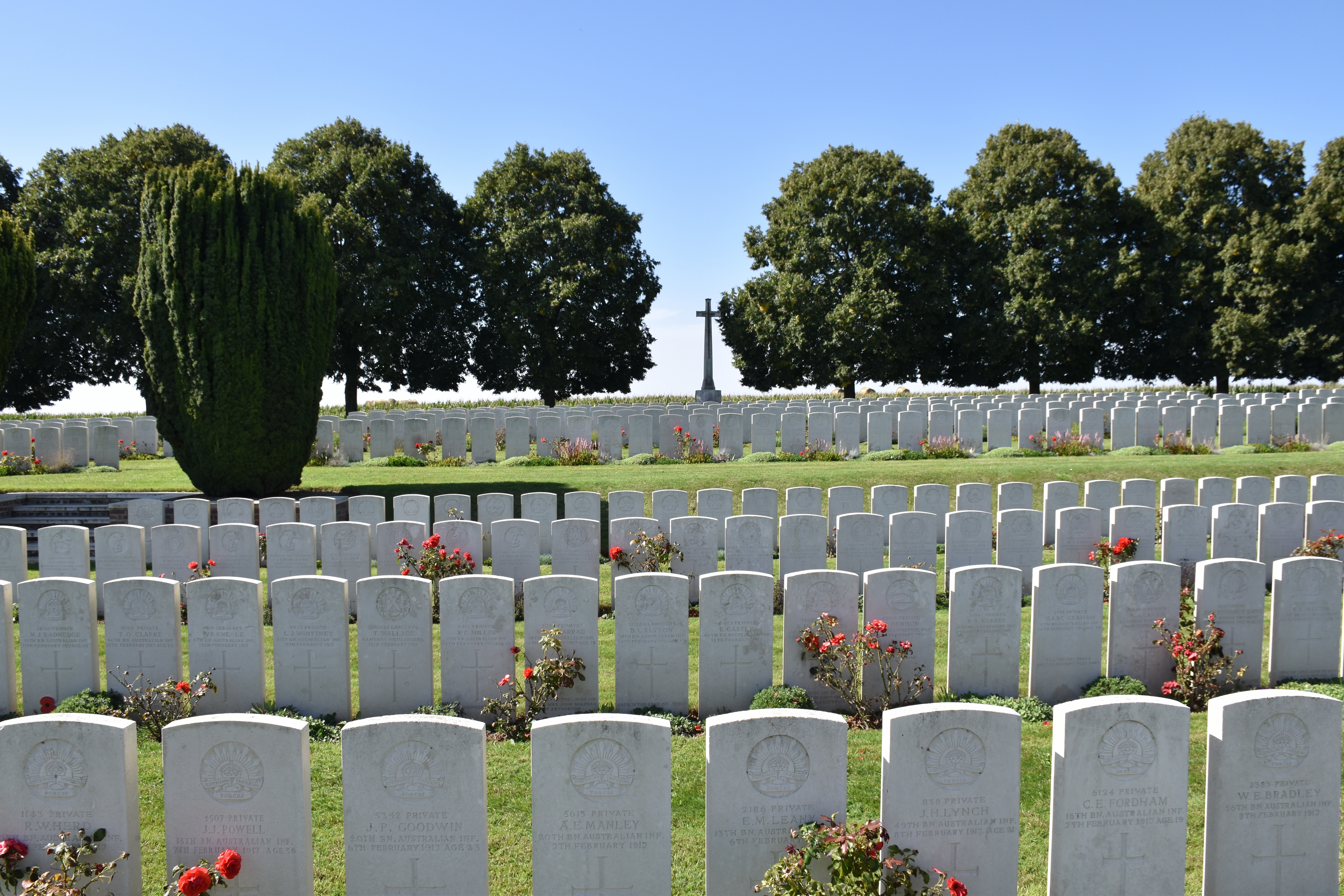
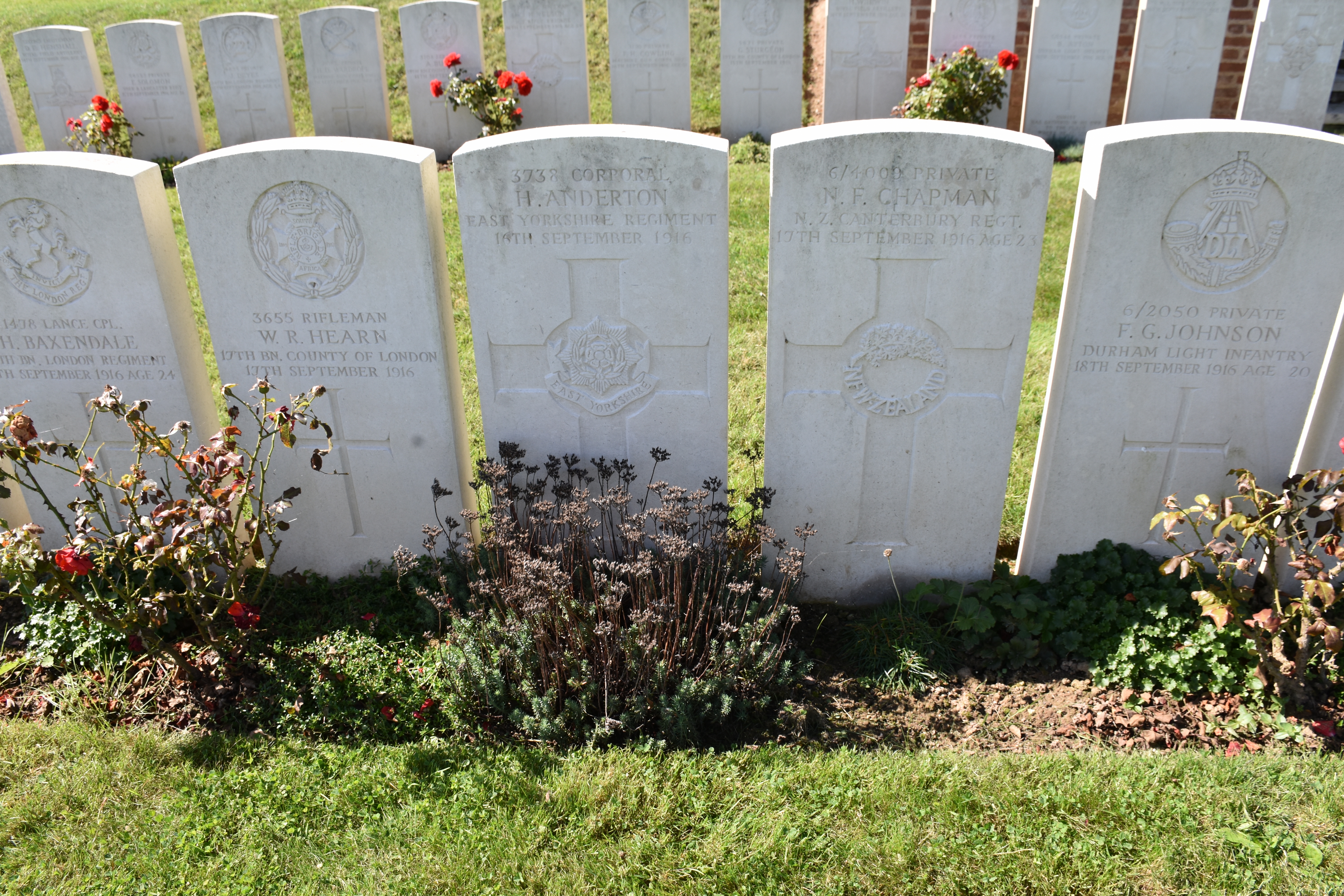

### Sépultures
| Pays               | Sépultures |
| ------------------ | ---------- |
| Royaume-Uni        | 1645       |
| Australie          | 424        |
| Canada             | 8          |
| Nouvelle-Zélande   | 50         |
| Afrique du Sud     | 32         |
| Indes britanniques | 6          |
| Allemagne          | 1          |
| Total              | 2166       |